# جاده ئی۶۵۳ اروپا
جاده ئی۶۵۳ اروپا (به انگلیسی: European route E653) یکی از جاده‌های درجه ۲ قاره اروپا است.
این جاده از شهر لتنیه (مجارستان) شروع شده و در شهر ماریبور (اسلوونی) به پایان می‌رسد.